# Yoto Yotov
Yoto Yotov, född 22 maj 1969 i Pernik, är en bulgarisk före detta tyngdlyftare.
Yotov blev olympisk silvermedaljör i 67,5-kilosklassen i tyngdlyftning vid sommarspelen 1992 i Barcelona.